# L'Étoile des Elfes
L'Étoile des Elfes (Elven Star) est le deuxième des sept tomes qui composent le cycle Les Portes de la mort. Il a été coécrit par les écrivains Margaret Weis et Tracy Hickman en 1990 et est sorti en France en 1992 aux éditions Pocket.
Il a été traduit de l'américain par Simone Hilling.

## Résumé
Haplo est revenu d'Arianus, le monde de l'Air, mais n'a pas complètement rempli sa mission. Il n'a toujours pas trouvé les Sartans, si ce n'est Alfred. Ce dernier est d'ailleurs à la recherche d'Haplo et de Tourment, le jeune enfant que le Patryn a enlevé pour le Seigneur Xar.
Il s'envole alors de nouveau à travers les Portes de la mort afin d'explorer le royaume du Feu, Pryan.

## Personnages
- Haplo
- Aleatha Quindiniar
- Calandra Quindiniar
- Pathan Quindiniar
- Rega
- Roland
- Drugar

### Zifnab
Dans ce tome, apparaît Zifnab, un Sartan loufoque et maladroit, mais a priori très puissant. Il a un rôle très important dans ce cycle car il a tout d'abord vécu et combattu la Séparation, mais il fut le premier des Sartans renégats à quitter le Labyrinthe.
Ce personnage est aussi particulier dans le sens où il apparaît aussi dans certains des romans de la saga Lancedragon, mais sous un autre nom (Fizban). Il y aide le kender kleptomane Tasslehoff Racle-pieds pendant ses folles aventures sur le monde de Krynn.
Il aime bien aussi se comparer à Gandalf, sorcier de la trilogie du Seigneur des anneaux et du roman Bilbo le Hobbit, duquel il imite les gestes et les paroles. Il lui arrive souvent d'ailleurs de faire allusion à des personnes réelles aussi bien qu'à des objets courant du monde réel.